# 隐鳞裂腹鱼
隐鳞裂腹鱼（学名：Schizothorax cryptolepis）为輻鰭魚綱鯉形目鲤科裂腹鱼属的鱼类，俗名山甲鱼、细甲鱼、寶劍魚。在中国，分布于青衣江上游支流等，主要生活于水质清澈、砾石沙底以及有深潭和岩洞的山区水溫18至25度的河流中。该物种的模式产地在四川雅安。俗称“雅鱼”，为雅安三宝「雅雨」、「雅女」及「雅魚」之一，周公河中为正。
由於雅魚的一條頭骨長得像劍的樣子，所以又名「寶劍魚」。傳說女媧在補天時，寶劍落入江中化作雅魚。亦有一說是蘇秦車裂身亡，佩劍滑落江中，被雅魚所藏。

## 參看
- 雅魚蝨子：水虱科，寄生在野生的雅魚鰓後的一種魚蝨子，當地人用來泡酒來治胃病、胃酸倒流[2]。

## 扩展阅读
維基物種上的相關：隐鳞裂腹鱼